# Fetichismo de lentes

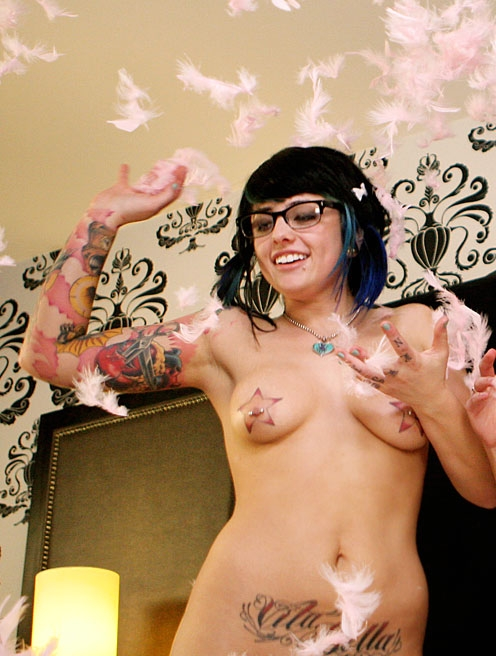
Ejemplo de porno blando con una modelo que lleva lentes.

El fetichismo de los lentes es una atracción fetichista hacia las personas que usan anteojos recetados, o hacia un compañero que usa anteojos recetados, gafas de sol, lentes de contacto, o estos mismos fetichistas usando cualquiera de los lentes ya mencionados. Entre otras actividades relacionadas incluyen el uso de anteojos durante el acto sexual, o la eyaculación facial a la pareja con los lentes puestos.

## Arquetipo megane
Dentro del fandom del manga y el anime, los personajes masculinos que sienten atracción sexual hacia quienes utilizan gafas son clasificados como megane, megane-kun, megane otoko, o meganedanshi (メガネ男子). El equivalente femenino, el cual es atractivo para los otakus, es conocida como meganekko (メガネっ娘) (メガネ, también めがね o 眼鏡, pronunciado como megane ("lentes") y ko para "niño" (子), pero utilizando el kanji para "hija" (娘)).

## Véase también

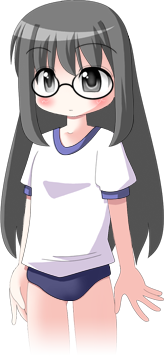
El fetichismo de lentes es muy usado dentro del manga y anime japonés, siendo atractivo para el público otaku.